# Viva Piñata
Viva Piñata är ett spel till Xbox 360 och Windows, och är utvecklat av Rare. Spelet går ut på att locka piñatas till sin trädgård. Spelet har beskrivits som en blandning mellan Pokémon och The Sims. Två uppföljare har gjorts: Viva Piñata: Pocket Paradise till Nintendo DS och Viva Piñata: Trouble in Paradise till Xbox 360.